# Kanton Saint-Étienne-2
Der Kanton Saint-Étienne-2 ist seit 2015 ein französischer Wahlkreis im Arrondissement Saint-Étienne im Département Loire der  Region Auvergne-Rhône-Alpes. Hauptort ist Saint-Étienne. 

## Gemeinden
Der Kanton besteht aus drei Gemeinden und Gemeindeteilen mit insgesamt 36.366 Einwohnern (Stand: 2022) auf einer Gesamtfläche von 28,34 km²:
| Gemeinde               | Einwohner 1. Januar 2022 | Fläche km² | Dichte Einw./km² | Code INSEE | Postleitzahl        |
| ---------------------- | ------------------------ | ---------- | ---------------- | ---------- | ------------------- |
| La Ricamarie           | 8.162                    | 6,95       | 1.174            | 42183      | 42150               |
| Le Chambon-Feugerolles | 12.307                   | 17,51      | 703              | 42044      | 42500               |
| Saint-Étienne          | 15.897                   | 3,88       | 4.097            | 40192      | 42000, 42100, 42230 |
| Kanton Saint-Étienne-2 | 36.366                   | 28,34      | 1.283            | 4215       | –                   |

1. ↑   Nur der südwestliche Teil der Gemeinde, der Rest verteilt sich auf die Kantone Saint-Étienne-1, Saint-Étienne-3, Saint-Étienne-4, Saint-Étienne-5 und Saint-Étienne-6.